# アウト・イン・ザ・フィールズ
「アウト・イン・ザ・フィールズ」（Out in the Fields）は、北アイルランドのギタリスト、ゲイリー・ムーアが1985年に発表した楽曲。作詞・作曲はムーア自身により、シン・リジィ時代の盟友フィル・ライノットが、ムーアとリード・ボーカルを分け合っている。ゲイリー・ムーア&フィル・ライノット名義のシングルとしてリリースされた後、ムーアのアルバム『ラン・フォー・カヴァー』にも収録された。ムーアは後年、歌詞のテーマについて「北アイルランド問題に限らず、全般的な反戦歌」と説明している。アウトロ部分には「ジョニーが凱旋するとき」のメロディが引用されている。
本作は後に、『デディケイション〜フィルに捧ぐ』（1991年）、『ワイルド・ワン〜ベスト・オブ・シン・リジィ』（1996年）といったシン・リジィ名義のベスト・アルバムにも収録された。

## 反響
イギリスでは1985年5月18日付の全英シングルチャートに初登場し、6月8日には5位を記録して、「パリの散歩道」以来6年振りのトップ10入りを果たした。スウェーデンのシングル・チャートでは5週連続でトップ10入りし、最高2位を記録。ノルウェーのシングル・チャートでは8週連続でトップ10入りし、やはり最高2位を記録した。ドイツのシングル・チャートでは14位に達し、ムーアのシングルとしては唯一トップ20入りを果たしている。

## 収録曲

### 7インチ・シングル
サイドA
1. アウト・イン・ザ・フィールズ - "Out in the Fileds" (ゲイリー・ムーア) - 4:18

サイドB
1. ミリタリー・マン - "Military Man" (フィル・ライノット) - 5:38

### 12インチ・シングル
サイドA
1. アウト・イン・ザ・フィールズ - "Out in the Fileds" (ゲイリー・ムーア) - 4:18
2. ミリタリー・マン - "Military Man" (フィル・ライノット) - 5:38

サイドB
1. それでも君を - "Still in Love with You" (フィル・ライノット) - 5:51

## パーソネル
アウト・イン・ザ・フィールズ
- ゲイリー・ムーア (Gary Moore) – ギター、リード・ボーカル
- フィル・ライノット (Phil Lynott) – リード・ボーカル
- グレン・ヒューズ (Glenn Hughes) – ベース
- アンディ・リチャーズ (Andy Richards) – キーボード
- ドン・エイリー (Don Airey) – キーボード
- チャーリー・モーガン (Charlie Morgan) – ドラム、エレクトリックドラム

## カヴァー
- ライオット - アルバム『ブレズレン・オブ・ザ・ロング・ハウス』（1995年）に収録[13]。
- プライマル・フィア - アルバム『ニュークリア・ファイア』（2000年）の日本盤CD[14]及びEP「Horrorscope」（2002年）[15]に収録。
- マイケル・シェンカー・グループ - カヴァー・アルバム『ヘヴィ・ヒッターズ』（2005年）に収録[16]。
- ソナタ・アークティカ - シングル「Paid in Full」（2006年）[17]及びアルバム『ウニア〜夢記(ゆめのしるし)』（2007年）の日本盤CD[18]に収録。
- コティペルト&リマタイネン - アコースティック・アルバム『ブラコスーティック』（2012年）に収録[19]。